# بخش وین (شهرستان کلمبیانا، اوهایو)
بخش وین (به انگلیسی: Wayne Township) یک منطقهٔ مسکونی در ایالات متحده آمریکا است که در شهرستان کلمبیانا، اوهایو واقع شده‌است.
 بخش وین ۶۴٫۸ کیلومتر مربع مساحت و ۸۱۴ نفر جمعیت دارد و ۳۵۴ متر بالاتر از سطح دریا واقع شده‌است.